# Lijst van Russische filosofen
Dit is een lijst van Russische filosofen op alfabetische volgorde.

## A
- Ivan Sergejevitsj Aksakov (Иван Сергеевич Аксаков)
- Konstantin Sergejevitsj Aksakov (Константин Сергеевич Аксаков)
- Pavel Borisovitsj Akselrod (Павел Борисович Аксельрод)
- Aleksandr Danilovitsj Aleksandrov (Алекса́ндр Дани́лович Алекса́ндров)
- Valentin Ferdinandovitsj Asmoes (Валенти́н Фердина́ндович А́смус)

## B
- Michail Michajlovitsj Bachtin (Михаи́л Миха́йлович Бахти́н)
- Michail Aleksandrovitsj Bakoenin (Михаи́л Алекса́ндрович Баку́нин)
- Andrej Belyj (Андре́й Бе́лый)
- Vissarion Grigorjevitsj Belinski (Виссарио́н Григо́рьевич Бели́нский)
- Nikolaj Aleksandrovitsj Berdjajev (Николай Александрович Бердяев)
- Aleksandr Aleksandrovitsj Blok (Алекса́ндр Алекса́ндрович Блок)
- Aleksandr Aleksandrovitsj Bogdanov (Александр Александрович Богданов)
- Nikolaj Ivanovitsj Boecharin (Никола́й Ива́нович Буха́рин)
- Sergej Nikolajevitsj Boelgakov (Сергей Николаевич Булгаков)

## D
- Abram Moisejevitsj Deborin (Joffe) (Абрам Моисеевич Деборин (Иоффе))
- Fjodor Michajlovitsj Dostojevski (Фёдор Миха́йлович Достое́вский)
- Nikolaj Aleksandrovitsj Dobroljoebov (Николай Александрович Добролюбов)

## F
- Filaret van Moskou (Митрополи́т Филаре́т; Дроздо́в Васи́лий Миха́йлович)
- Filofej van Pskov (Филофей)
- Nikolaj Fjodorovitsj Fjodorov (Никола́й Фёдорович Фёдоров)
- Pavel Aleksandrovitsj Florenski (Павел Александрович Флоренский)
- Georgi Vasiljevitsj Florovski (Георгий Васильевич Флоровский)
- Denis Ivanovitsj Fonvizin (Денис Иванович Фонвизин)

## G

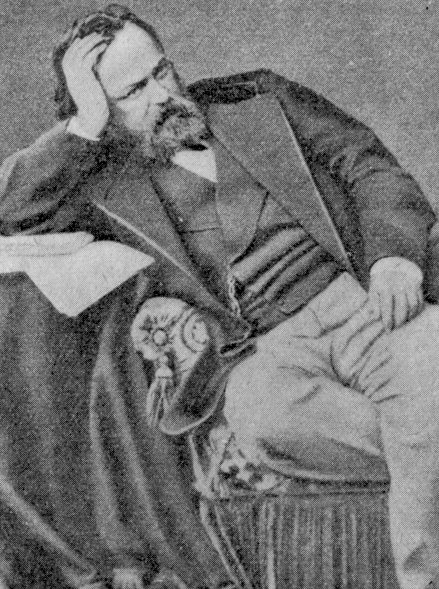
Alexander Herzen

- Georgi Apolonovitsj Gapon (Георгий Аполлонович Гапон)
- Aleksandr Ivanovitsj Gertsen (Herzen) (Алекса́ндр Ива́нович Ге́рцен)
- Zinajda Nikolajevna Gippioes (Hippius) (Зинаи́да Никола́евна Ги́ппиус)

## H
- Aleksej Stepanovitsj Chomjakov (Алексей Степанович Хомяков)

## I
- Vjatsjeslav Ivanovitsj Ivanov (Вячеслав Иванович Иванов)

## J
- Roman Osipovitsj Jakobson (Роман Осипович Якобсон)

## K
- Vasili Vasiljevitsj Kandinski (Василий Васильевич Кандинский)
- Nikolaj Michajlovitsj Karamzin (Никола́й Миха́йлович Карамзи́н)
- Ivan Vasiljevitsj Kirejevski (Ива́н Васи́льевич Кире́евский)
- Alexandre Kojève (Kozjevnikov) (Александр Владимирович Кожевников)
- Alexandre Koyré (Kojrakski) (Александр Владимирович Койракский)
- Pjotr Aleksejevitsj Kropotkin (Пётр Алексе́евич Кропо́ткин)

## L
- Vladimir Iljitsj Oeljanov (Lenin) (Владимир Ильич Ульянов - Ленин)
- Nikolaj Ivanovitsj Lobatsjevski (Никола́й Ива́нович Лобаче́вский)
- Aleksej Fjodorovitsj Losev (Алексе́й Фёдорович Ло́сев)
- Nikolaj Onoefriejevitsj Losski (Николай Онуфриевич Лосский)
- Vladimir Nikolajevitsj Losski (Владимир Николаевич Лосский)

## M
- Anton Semjonovitsj Makarenko (Антон Семёнович Макаренко)
- Dmitri Ivanovitsj Mendelejev (Дми́трий Ива́нович Менделе́ев)
- Dmitri Sergejevitsj Merezjkovski (Дми́трий Серге́евич Мережко́вский)

## O
- Nikolaj Platonovitsj Ogarjov (Никола́й Плато́нович Огарёв)

## P

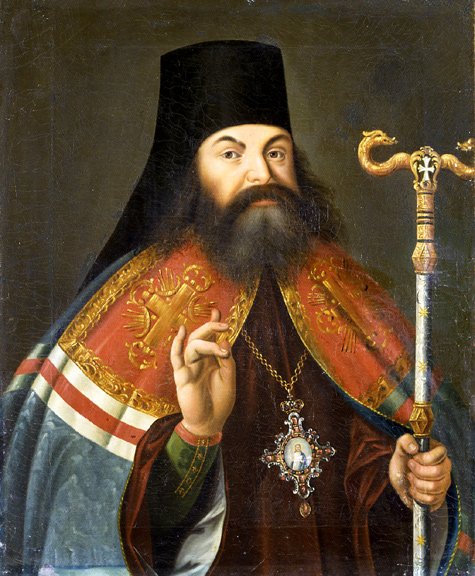
Aartsbisschop Teofan

- Jevgeni Bronislavovitsj Pasjoekanis (Евгений Брониславович Пашуканис)
- Ivan Petrovitsj Pavlov (Иван Петрович Павлов)
- Michail Vasiljevitsj Petrasjevski (Михаил Васильевич Буташевич-Петрашевский)
- Dmitri Ivanovitsj Pisarev (Дмитрий Иванович Писарев)
- Georgi Valentinovitsj Plechanov (Георгий Валентинович Плеханов)
- Jevgeni Aleksejevitsj Preobrazjenski (Евгений Алексеевич Преображенский)
- Teofan Prokopovitsj (aartsbisschop) (Архиепископ Феофа́н; Елеазар Прокопович)

## R
- Alisa Zinovjevna Rozenbaum (Ayn Rand) (Алиса Зиновьевна Розенбаум)
- Vasili Vasiljevitsj Rozanov (Василий Васильевич Ро́занов)

## S
- Shneur Zalman Liadi (Hebr.: שניאור זלמן מליאדי)
- Igor Rostislavovitsj Sjafarevitsj (И́горь Ростисла́вович Шафаре́вич)
- Lev Izakovitsj Sjestov (Лев Исаакович Шестов ; tudi Yehuda Leyb Schwarzmann)
- Aleksandr Nikolajevitsj Skrjabin (Алекса́ндр Никола́евич Скря́бинь)
- Vladimir Sergejevitsj Solovjov (Влади́мир Серге́евич Соловьё́в)
- Pitirim Aleksandrovitsj Sorokin (Питирим Александрович Сорокин)
- Michail Michailovitsj Speranski (Михаи́л Миха́йлович Спера́нский)

## T
- Lev Nikolajevitsj Tolstoj (Лев Никола́евич Толсто́й)
- Lev Davidovitsj Trotski (Лев Дави́дович Тро́цкий)
- Konstantin Edvardovitsj Tsiolkovski (Константи́н Эдуа́рдович Циолко́вский)
- Peter Jakovljevitsj Tsjaadajev (Пётр Яковлевич Чаадаев)
- Nikolaj Gavrilovitsj Tsjernysjevski (Никола́й Гаври́лович Черныше́вский)

## V
- Jevgeni Samoeilovitsj Varga (Евге́ний Самуи́лович Ва́рга)
- Lev Semjonovitsj Vygotski (Лев Семё́нович Выго́тский)
- Dmitri Vladimirovitsj Venevitinov (Дми́трий Влади́мирович Веневи́тинов)

## Z
- Jevgeni Ivanovitsj Zamjatin (Евге́ний Ива́нович Замя́тин)
- Aleksandr Aleksandrovitsj Zinovjev (Алекса́ндр Алекса́ндрович Зино́вьев)
- Andrej Aleksandrovitsj Zjdanov (Андре́й Алекса́ндрович Жда́нов)